# Tømmerup Sogn
Tømmerup Sogn er et sogn i Kalundborg Provsti (Roskilde Stift).
I 1800-tallet var Tømmerup Sogn et selvstændigt pastorat. Det hørte til Ars Herred i Holbæk Amt. Tømmerup sognekommune blev inden kommunalreformen i 1970 indlemmet i Kalundborg Kommune.

## Stednavne
I Tømmerup Sogn findes følgende autoriserede stednavne:
- Istebjerg (bebyggelse, ejerlav)
- Kåstrup (bebyggelse, ejerlav)
- Kåstrup Holme (bebyggelse)
- Løens (bebyggelse)
- Saltmade (areal, ejerlav)
- Spangsbro (bebyggelse)
- Tømmerup (bebyggelse, ejerlav)
- Tømmerup Holme (bebyggelse)
- Ubberup (bebyggelse, ejerlav)

Sognets gårde var fæstegårde under Lerchenborg, muligvis med undtagelse af Kirkelygård.

## Tømmerup Kirke - sagn
I Tømmerup Sogn ligger Tømmerup Kirke, som var en af de få på egnen, der havde tårn fra starten. Ifølge sagnet boede der i Klokkehøj (eller Klokkerhøj) trolde, som ikke tålte klangen af Tømmerup kirkeklokke, og det var derfor svært at få kirken rejst. Om natten rev troldene ned, hvad der byggedes om dagen. Da ofrede en pige fra Snevris sit lam. Det brød troldenes magt, så kirken blev rejst. Trolden fra Fuglede blev rasende over, at Tømmerup-trolden tillod byggeriet, og kastede en kampesten efter kirken. Men på Bøgebjerg lagde Tømmerup-trolden stenen død med et spark, og aftrykket af hans fod skal kunne ses endnu. Da lagde en lindorm sig om kirken, og der måtte opfødes en tyr til kamp i mod den. Opgøret fandt sted ved "dødens vandhul" i Tømmerup Holme, hvor de kæmpende dræbte hinanden. Martin A. Hansen mente i Orm og Tyr, at tyresagn særlig knytter sig til herredskirker.
Ifølge en anden version uden trolde, kunne man ikke få Tømmerup Kirke bygget, fordi folket var så ugudeligt. En mand, der blev rådspurgt, sagde, at i Snevris skov boede der en pige med et lille lam, der fulgte hende over alt, og det skulle de tage og bygge kirken på, så skulle bygningen nok blive stående. Det skete så, ud fra skikken om et liglam. Liglammet er et almindeligt lam, der ved kirkegårdens indhegning først var kommet på den indviede plads. Man afhuggede lammets ene ben og gravede det levende i jorden. På sine steder fandtes i stedet en lighest, en lighjort, en ligko. Om Tømmerup Sogn forlød det, at "når der er lig i sognet, danser lammet uden for døren til det hus, hvor liget er." 

## Tingvejen i Ubberup
I Landsarkivets retsbetjentarkiver står: "Indtil 11. juli 1794 var Ars og Skippinge Herreders tingsted i Ubberup." I 1970 kom der skriftlig henvendelse fra Rørby om, at "vejen fra Hovedvej 4 over Ubberup og Kærby marker foreslår vi benævnt Tingvejen, idet dette navn er en gammel benævnelse for vejen." Det blev indvilget, og "Tingager" er sted- og gårdnavn i området. Klokkehøj hørte også under gårdejer Olav Tingager, der som barn hørte, at højen fik navn efter en kirkeklokke, der skulle være gravet ned under svenskekrigene. På matrikelkortet fra 1787 ses den krogede landevej aftegnet sammen med enevældets retlinjede chaussé (nutidens Hovedvej 4). Videre er "tingagre" markeret ud for en nu forsvunden sidevej med kurs mod bakkerne, hvor der sammen med et rektangel står skrevet ordet "ting". Nordfor dette troner Rakkerbanken, retterstedet, som Ars Herred sidste gang benyttede, da den 25-årige drabsmand Christen Olsen fra Hønsinge blev halshugget to dage før hellig trekonger i 1840. Han var dømt for mordet på bommanden i Asmindrup. Trods kulden strømmede tilskuere til i hundredvis. Foruden sognefogeder var der udkommanderet mandskab med høtyve til at holde folkemængden på afstand. Det blev den sidste henrettelse på Kalundborgegnen. Rakkerbanken var retterhøjen på Kildebjerg (nutidens Keldberg), og på højens nordside sagdes Asmindrup-morderens lig at være kulet ned. Da man begyndte grusgravning fra bakkens sydside, kom der skeletter frem. Achton Friis talte i 1930'erne med en arbejdsmand, der selv havde afdækket 5-6 stk. Tjørn har det med at så sig selv, men når Keldbjerg er så tilgroet, kan man også have set det som ønskeligt, idet tjørn holdt folk og fæ fra at rode i det nedgravede.